# دیورو
دیورو (به مجاری:  Gyóró) یک شهرداری در مجارستان است که در ناحیه کاپووار واقع شده‌است. دیورو ۱۱٫۶۵ کیلومتر مربع مساحت و ۴۴۲ نفر جمعیت دارد.